# Böyük Kəngərli
Böyük Kəngərli è un comune dell'Azerbaigian situato nel distretto di Kürdəmir.